# Wangen (quận)
Wangen (tiếng Đức: Amtsbezirk Wangen; tiếng Pháp: District de Wangen) là một quận hành chính cũ thuộc bang Bern của Thụy Sĩ. Wangen có diện tích 129 km², dân số theo thống kê của cục thống kê Thụy Sĩ năm 1999 là 26.162 người. Thủ phủ đóng ở Wangen an der Aare. Mã bưu chính là 226.
Sau ngày 1 tháng 1 năm 2010, quận này sáp nhập vào hạt Oberaargau, thuộc vùng lãnh thổ Emmental-Oberaargau.